# Brettenham (Suffolk)
Brettenham – wieś w Anglii, w hrabstwie Suffolk, w dystrykcie Babergh. Leży 22 km na północny zachód od miasta Ipswich i 99 km na północny wschód od Londynu. Miejscowość liczy 270 mieszkańców.